# Departamento Camarones
Camarones fue un departamento de la Zona Militar de Comodoro Rivadavia, Argentina, existente entre 1944 y 1955.
El departamento tenía una superficie de aproximadamente 6950 kilómetros cuadrados y su nombre se debía su localidad cabecera, Camarones. Limitaba al norte con el Territorio Nacional del Chubut, al oeste con el departamento Sarmiento, al sur con el departamento Pico Salamanca y al este con el océano Atlántico.

## Población e historia
En el censo de 1947 tenía una población de 695 habitantes, todos ellos registrados como población rural, de los cuales eran 429 hombres y 266 mujeres.
Desde la disolución del ZMCR em 1955 integra partes de los departamentos Escalante y Florentino Ameghino de la provincia del Chubut.

## Localidades
- Camarones
- Garayalde
- Malaspina
- Las Violetas
- Caleta Hornos
- falosta